# 巡察使 (古代日本)
巡察使是日本律令制度下为监察地方官员而设立的政府职位，属于太政官之一。

## 概述
《養老律令‧职员令》中关于太政官的规范最后，有提到关于巡察使的规范是
巡察諸國。不常置。應須巡察。權於內外官。取清正灼然者充。巡察事條及使人數。臨時量定。
也就是说巡察使虽然属于太政官，但它是一个临时派遣官员，从有德行的官员中选拔，负责考察的官员。该制度是模仿唐朝巡察使制度，一般派往畿内七省，负责检查国司、郡司的政绩，查探农民的消息，并深入调查贫困群众情况。巡察使的职责与按察使、惣管 、 鎮撫使和觀察使的职责重叠。

### 初期
日本在712年以前，共有4次巡察使派遣。历史上首次提及“巡察”是在《日本书纪》第29卷，其中记载天武天皇14年（685年）九月，为了查明各道國司、郡司和百姓的消息，而派遣使者到全国各地（东海道、東山道、山阳道、山陰道、山陰道、南海道、筑紫）查访，并有一名判官、一名史为属下。飛鳥淨御原令施行後持統天皇8年（694年）7月首次关于出现“巡察使”这一官职的记录。
秋七月癸未朔丙戌。遣巡察使於諸國。
《續日本紀》第一卷文武天皇二年（698年）3月记载：“派遣巡察使前往畿内地区调查异常情况。”这是第三次派遣巡察使。《續日本紀》第三卷又记载，大宝三年（703年）元旦，派藤原房前等人前往东海道等地，其任务是“巡察国司的执政表现，并审理冤罪。”  。

### 定期派遣
《續日本紀》卷五记载，和銅五年（712年）五月，元明天皇下旨，每年派遣巡察使调查各国情况，由于各地人民为了逃避租庸调、軍團兵役，而逃离本籍地，称为“浮浪”，为了责成各国减少浮浪，并对浮浪者进行土断，而派出巡察使每年监察各国施政情况，并督导調、庸、兵器的缴纳，加强对地方的控制，已维系逐渐松动的律令制度。758年10月淳仁天皇宣布，國司的任期由四年延長為六年，巡察使也改为三年派遣一次，理由是官员频繁更换不利于政治稳定。

### 末期
巡察使对律令国家做出过巨大的贡献。但据《日本後紀》卷三、四记载，桓武天皇延历十四年（795年）闰七月巡察使任命后，同年8月，因故取消派遣，随后停止派遣巡察使。天長元年（824年）应藤原冬嗣建言，淳和天皇再次派遣巡察使，然而这是最后一位派遣使者。天長七年（830年）以后巡察使被彻底废除。